# 赵兴元

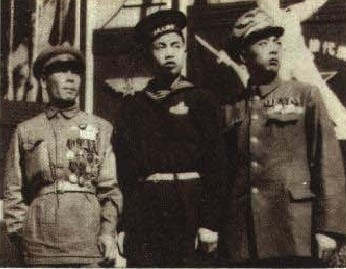
趙興元（左）

赵兴元（1925年1月—2016年7月13日），山东章丘人，中華人民共和國軍事人物。1939年7月参加八路军，1940年6月加入中国共产党。中国人民解放军中将。
抗日战争时期，他历任班长、排长、指导员等职，参加了泰山区、沂蒙山、古城、杨家横、口镇、冶原、葛庄、大石桥、蒙阴、淄博、周村、临沂等战役战斗。第二次国共内战时期，他历任连长、营长、副团长等职，参加了四平、四保临江、辽沈、平津、渡江、解放海南岛等战役战斗。新中国成立后，他历任团长、副师长、师长、副军长、黑龙江省军区政委、黑龙江省委常委、沈阳军区党委委员、旅大警备区副司令员等职。
赵兴元是中共第九、十、十一届中央候补委员，十二届中央委员，十三届中纪委委员。第二、第三届全国人大代表，第八届全国政协委员。1955年被授予中校军衔，1988年被授予中将军衔，曾荣获独立奖章、二级解放勋章和独立功勋荣誉章。1990年退役。
2016年7月13日在辽宁大连逝世，享年91岁。